# Цинъян (Чэнду)
Цинъя́н (кит. упр. 青羊, пиньинь Qīngyáng) — район городского подчинения города субпровинциального значения Чэнду провинции Сычуань (КНР). Район назван в честь находящегося на его территории даосского храма Цинъян гун. Это политический, экономический и культурный центр Чэнду.

## История
Район был образован в 1990 году.

## Административное деление
Район Цинъян делится на 14 уличных комитетов.

## Достопримечательности
- Храм Зелёной Козы